# Abdij van Alnwick

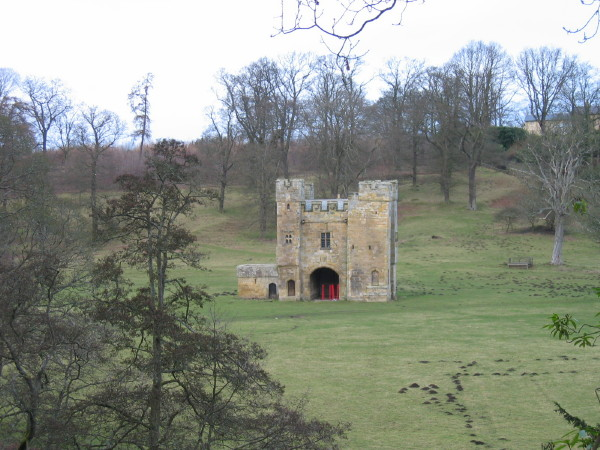
Poorthuis van de abdij van Alnwick.

De abdij van Alnwick werd in 1147 in de buurt van Alnwick, Engeland als een premonstratenzers klooster gesticht door Eustace Fitz John. Het was een dochterhuis van de abdij van Newhouse in Lincolnshire. Het klooster werd in 1535 ontbonden, heropgericht in 1536 en ten slotte in 1539 definitief opgeheven. De bezittingen werden toegekend aan de families Sadler en Winnington.
De abdij van Alnwick ligt net binnen het Hulne Park, aan de oever van de Aln. Het enige zichtbare overblijfsel is het indrukwekkende 14de-eeuwse poortgebouw.